# Shinnecock

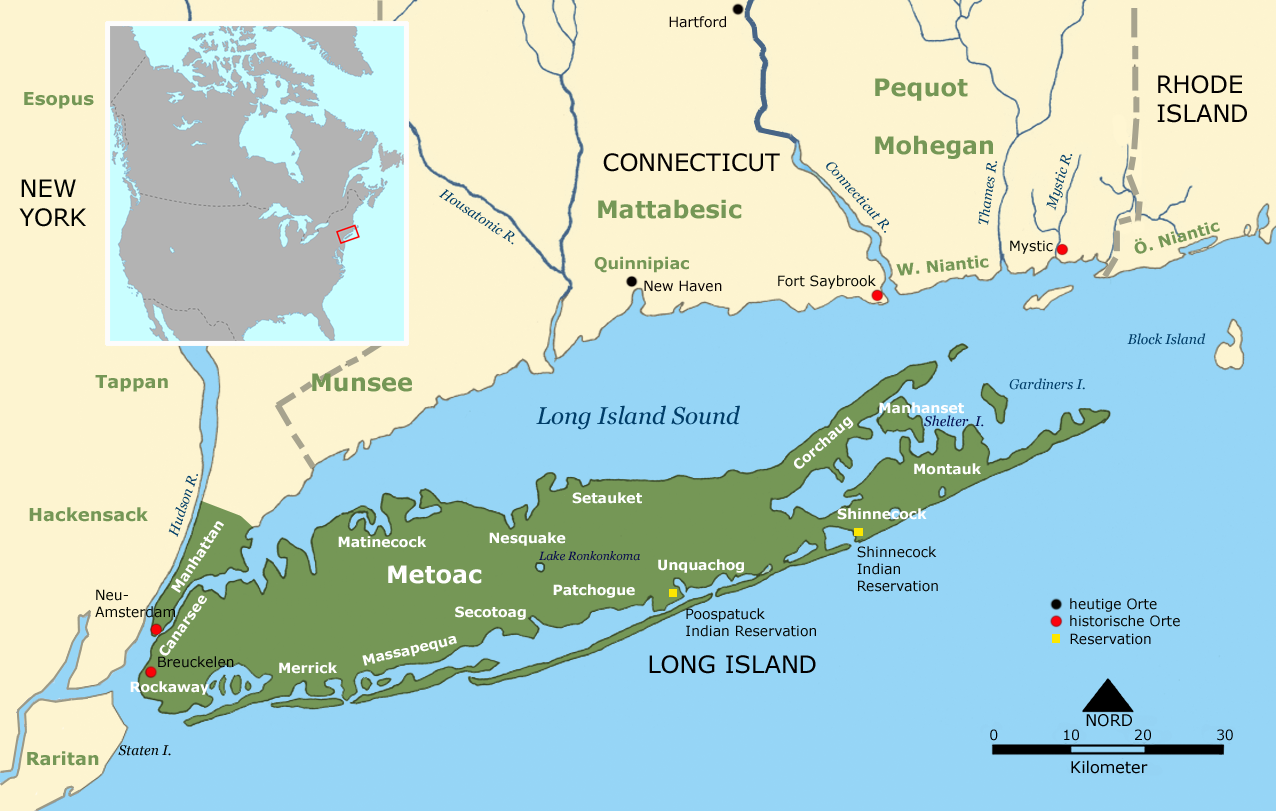
Wohngebiet der Shinnecock und benachbarter Stämme um 1600

Die Shinnecock sind einer von 14 algonkinsprachigen Indianerstämmen auf Long Island im US-Bundesstaat New York und lebten zu Beginn des 17. Jahrhunderts am Ostende der Insel, etwa dort, wo heute die Stadt Southampton im Suffolk County liegt. Die Shinnecock sind als Shinnecock Indian Nation von New York staatlich anerkannt worden und besitzen ein Reservat von 3,4 km² Größe innerhalb des Stadtgebietes von Southampton.
Sie waren mit den drei anderen Stämmen auf dem östlichen Long Island, den Montaukett, Corchaug und Manhanset, verbündet und bildeten die Montauk-Konföderation. Die Sprache dieser vier Stämme war sehr eng verwandt (wenn nicht sogar identisch) mit der Mohegan-Pequot-Sprache und alle Stämme hatten große Ähnlichkeiten in der Materialkultur.

## Kultur und Lebensweise
Die Shinnecock betrieben Ackerbau und ergänzten die pflanzliche Nahrung durch die Jagd und den Fischfang. Im Jahreszyklus wurden die wichtigsten Nahrungsquellen in Wald, Feld und an der Küste aufgesucht. Ein zentrales Kulturmerkmal war die Herstellung von Wampum, den sogar die Pelzhändler und Kolonisten zeitweilig als Zahlungsmittel akzeptierten.
An der Nordküste Long Islands wurde der beste Wampum-Rohstoff im gesamten amerikanischen Nordosten gefunden. Im Sommer sammelten die Shinnecock die Muschelschalen am Strand, verarbeiteten sie im Winter sorgfältig zu kleinen Perlen und reihte diese zu langen Ketten auf, die sie Wampompeag nannten. Daraus entstand bei den Engländern Wampum, während die Niederländer Sewan  dazu sagten. Wampumperlen konnten weiß oder dunkel sein, wobei die dunklen von Tiefrot bis Schwarz variierten. Der Wert des dunklen Wampum betrug allgemein etwa das Doppelte des hellen. Wampum entwickelte sich zu einem wichtigen Zahlungsmittel beim Handel der Ureinwohner Nordamerikas, wurde jedoch auch als persönlicher Schmuck geschätzt. Mit Mustern aus den verschiedenfarbigen Perlen konnten Informationen dargestellt werden, die in der Diplomatie bei wichtigen Ereignissen eingesetzt wurden und sogar Abkommen oder Verträge besiegelten.

## Geschichte

### Frühgeschichte
Schon vor 10.000 Jahren fanden Jäger und Sammler den Weg nach Long Island. Diese Paläo-Indianer hinterließen nur wenige Spuren, aber die spärlichen Funde sind dennoch schlüssig. Laut Archäologen sind die Beweisstücke ihrer Anwesenheit auf der Insel auf eine Handvoll eigenartig geformter Projektilspitzen begrenzt. Sie weisen beidseitige Flächenretuschen auf, die von der gekehlten Basis ausgehen, vielleicht um das Einpassen in einen Schaft zu erleichtern. Exemplare dieser Art wurden mit Clovis-Spitzen bezeichnet, als man sie erstmals in New Mexico zwischen Mammutknochen fand, und man ordnet sie allgemein der paläo-indianischen Periode zu. Diese Clovis-Spitzen weisen deutlich darauf hin, dass mindestens ab 8000 v. Chr. Menschen auf Long Island gejagt haben.
Von William A. Ritchie stammt die folgende chronologische Einteilung der nordöstlichen Küstenregion, die er in seiner Zeit als Archäologe für den Staat New York erstellt hat:
| Bezeichnung            | Merkmale                | Zeitraum                  |
| ---------------------- | ----------------------- | ------------------------- |
| Paläo-Indianer-Periode | Clovis-Kultur           | 7000–3500 v. Chr.         |
| Archaische Periode     | Jäger, Sammler, Fischer | 3500–1300 v. Chr.         |
| Transitionale Periode  | Steintöpfe, Keramiken   | 1300–1000 v. Chr.         |
| Waldland-Periode       | Gartenbau, Feldbau      | 1000 v. Chr.–1600 n. Chr. |

### Die Niederländer
Zu Beginn des 17. Jahrhunderts lebten die Shinnecock in relativer Isolation auf Long Island und kamen durch die Herstellung und den Handel mit Wampum zu einem gewissen Wohlstand. Sie hatten offenbar keine ernsthaften Bedrohungen zu befürchten, wie der Mangel an befestigten Dörfern und zentraler Führung beweist. Zu dramatischen Veränderungen kam es bald nach Henry Hudsons Suche nach der Nordwestpassage im Auftrag der Niederländischen Westindien-Kompanie (WIC), als er die 1609 Delaware Bay und den Hudson River erforschte.
Hudson kehrte mit einer Ladung wertvoller Pelze nach Europa zurück. Schon im folgenden Jahr fuhr das nächste holländische Schiff den Hudson River hinauf, um bei den Indianern europäische Waren gegen Pelze zu tauschen. Die Holländer ignorierten die Stämme auf Long Island und am unteren Hudson, weil diese keine Biberfelle anboten, sondern konzentrierten ihre Handelsaktivitäten zunächst auf die Mahican und Mohawk. Im Jahr 1624 brachte die Niederländische Westindien-Kompanie 30 Familien nach Neuholland.
Die Niederländer begannen, Wampum als Zahlungsmittel für Handelsgüter zu akzeptieren und damit stieg dessen Wert dramatisch. Die Pequot stiegen in ihre Kanus, fuhren über den Long-Island-Sund und überfielen einige Shinnecock-Dörfer. Wenig später hatten sie mehrere Stämme an der Nordküste Long Islands unterworfen und diese gezwungen, ihnen Tribut in Wampum zu zahlen. In Hinblick auf den wachsenden Bedarf an Wampum und dessen Wertsteigerung änderten die Long-Island-Stämme ihre saisonalen Wanderungen und konzentrierten sich fast völlig auf das Sammeln und die Herstellung der Muschelperlen. Jedes Jahr lieferten sie Kanu-Ladungen von Wampum über den Sund als Tribut an die Pequot. Um 1630 begannen die englischen Kolonisten in Massachusetts ebenfalls damit, Wampum als Zahlungsmittel zu akzeptieren und eröffneten den Konkurrenzkampf gegen die Niederländer. Die Engländer kamen auf die Idee, selbst Wampum herzustellen, indem sie Stahlbohrer für das Durchlöchern der Muschelperlen verwendeten und damit die Fertigung wesentlich beschleunigten.

### Der Pequot-Krieg und seine Folgen
Im Jahr 1637 kam es zwischen den englischen Kolonisten in Connecticut und den Pequot zum Pequot-Krieg, in dessen Verlauf dieser Stamm nahezu vernichtet wurden. Obwohl die Shinnecock unter der Herrschaft der Pequot standen und deren Verbündete waren, leisteten sie im Krieg nur sehr wenig Beistand. Viele Pequot verließen ihre Dörfer und flüchteten nach Long Island. Die Shinnecock jedoch fürchteten sich vor der Rache der Engländer, hatten wenig Lust, ihre früheren Unterdrücker zu beschützen und bewiesen den englischen Kolonisten ihre Loyalität, indem sie geflohene Pequot töteten und deren Köpfe nach Fort Saybrook schickten. Im Jahr 1638 wurde in Hartford ein Friedensvertrag unterzeichnet und einige Pequot, die frühzeitig kapituliert hatten, durften unter Aufsicht auf Long Island siedeln. Als Gegenleistung mussten die Shinnecock und Montaukett einen jährlichen Tribut in Form von Wampum an den englischen Gouverneur von New Haven zahlen.
Um 1640 kamen die ersten englischen Kolonisten an die Ostspitze Long Islands. Die Shinnecock verloren nicht nur ihr Land an die Europäer, viel schlimmer noch waren ihre Verluste durch die verheerenden europäischen Epidemien. Immer mehr Niederländer und auch Engländer siedelten auf Long Island, und schon bald musste man sich über die Verteilung der Grundstücke einigen. In einem 1650 in Hartford unterzeichneten Vertrag wurde das Land der Shinnecock und ihrer Nachbarn zwischen niederländischen und englischen Kolonisten aufgeteilt. Die Niederländer erhielten die westliche Hälfte der Insel, während den Engländern die östliche Hälfte zugeteilt wurde.
Die gute Zusammenarbeit zwischen Holland und England endete abrupt mit dem Beginn des Ersten Englisch-Niederländischen Kriegs (1652–1654). Unterdessen begannen die Indianer aus dem westlichen Long Island abzuwandern, um den Forderungen der Wappinger und Mahican nach Wampum zu entgehen. Einige Gruppen verließen die Insel endgültig, zogen über den Hudson River zunächst nach Staten Island und dann in das Landesinnere von New Jersey, wo sie von den Lenni Lenape absorbiert wurden.  Andere westliche Metoac wanderten nach Osten in das englische Gebiet Long Islands, wo sie wenig willkommen waren. Im Jahr 1658 wurden die Shinnecock-Dörfer von einer verheerenden Pockenepidemie heimgesucht, die mehr als die Hälfte aller Bewohner tötete.

### Die Engländer
Im September 1664 eroberte die englische Flotte Nieuw Amsterdam und am 30. August 1664 forderten die Engländer Gouverneur Petrus Stuyvesant zur Kapitulation auf. Dieser wollte die Kolonie zu verteidigen, fand aber keinen Rückhalt in der Bevölkerung und war am 6. September 1664 gezwungen, den Übergabevertrag zu unterzeichnen. Der Kommandant der englischen Flotte wurde vom Stadtrat zum Gouverneur ernannt und die Stadt erhielt zu Ehren des Prinzen James, Duke of York den neuen Namen New York. Damit war die koloniale Herrschaft der Niederländer in Nordamerika beendet.
Um die Mitte des 17. Jahrhunderts hatte das Biberfell als Pelzgeld den Wampum als inoffizielle Währung im Pelzhandel abgelöst und ab 1661 war Wampum kein Zahlungsmittel mehr in Neuengland. Um 1664 hatten die meisten Stämme im westlichen Long Island ihre Dörfer verlassen und waren an das Westufer des Hudson Rivers gezogen. Doch die wachsenden englischen Siedlungen vertrieben sie schon bald noch weiter nach Westen. Die auf Long Island verbliebenen Stämme konzentrierten sich am Ostende der Insel in der Nähe der englischen Dörfer. Um 1666 gab es dort nur noch 500 Indianer, die in ein Reservat umziehen mussten. Das Poosepatuck-Reservat wurde vom Staat New York nach mehr als 300 Jahren anerkannt.  Das verbliebene Land der Indianer ging in die Hände weißer Kolonisten über, bis es 1703 weniger als 4000 Acres (16,188 km²) waren. Ihre Bevölkerungszahl blieb weiterhin rückläufig, hauptsächlich verursacht durch Krankheiten und Alkohol-Missbrauch, und um 1788 gab es nur noch 162 Ureinwohner auf der gesamten Insel.  Am Ende des 19. Jahrhunderts lebten rund 150 Shinnecock auf Long Island.
Die Shinnecock hatten westlich von Southampton etwas Land behalten, und in East Hampton gab es eine Siedlung der Montauk. Im 18. Jahrhundert fand eine allgemeine Zersplitterung dieser Gruppen statt, besonders als Folge des großen Exodus nach 1775, um sich Samson Occom anzuschließen, einem Prediger in der New Christian Indian Town of Brothertown im Bundesstaat New York. Die Brothertown-Indianer mussten 1833 New York verlassen und zogen ins nördliche Wisconsin, wo ihre Nachkommen heute an der Ostseite des Lake Winnebago leben.

### Circassian-Unglück
Der Walfang war im 19. Jahrhundert eine der Haupteinnahmequellen der Long-Island-Indianer; dazu gehörten auch die Rettungsboote der Shinnecock. Diese Rettungsbootmannschaften wurden im 19. Jahrhundert durch ein Ereignis vom 31. Dezember 1876 weltbekannt, bei dem die meisten der männlichen Shinnecock ausgefahren waren, um die Opfer des im Wintersturm gestrandeten Schiffes Circassian vor der Küste von East Hampton zu bergen. Bei diesem Rettungsversuch verloren 28 Angehörige der Shinnecock ihr Leben. Die Shinnecock versammeln sich noch heute am 30. Dezember jeden Jahres, dem Shinnecock Memorial Day, um für ihre getöteten Angehörigen zu beten.

## Heutige Situation
Das Shinnecock-Reservat befindet sich im Südosten der Insel bei der Stadt Southampton, ist 3,4 km² groß und wird von der Shinnecock Indian Nation bewohnt. Beim US-Zensus 2000 gab es 504 Angehörige, die in 179 Haushalten und 119 Familien lebten. Einige Stammesangehörige haben sich mit Afroamerikanern vermischt, deshalb wird ihre indianische Abstammung angezweifelt. 50,6 % der Gesamtbevölkerung lebt unterhalb der Armutsgrenze. Die Shinnecock planen den Bau eines Spiel-Kasinos, das jedoch von der Stadt Southampton angefochten wird. In den letzten Jahren haben sie Aufmerksamkeit in den USA erregt, weil sie ein größeres Golfturnier gesponsert haben, das jährlich beim Shinnecock Country Club stattfindet. Ein Powwow wird jährlich am ersten Wochenende im September (Labor Day) abgehalten. Am 15. Juni 2010 erhielten die Shinnecock die bundesstaatliche Anerkennung als Indian Nation, welche sie bereits 1978 beantragt hatten.